# Raposo Tavares (Itariri)
Raposo Tavares é um bairro rural do município brasileiro de Itariri, no interior do estado de São Paulo.

## História

### Origem
O bairro se desenvolveu após o Decreto nº 5.262 de 12/11/1931, que reservou as terras devolutas ao redor da estação ferroviária Raposo Tavares, inaugurada pela Estrada de Ferro Sorocabana em 01/03/1929, para a fundação da povoação. 

## Geografia

### Demografia

#### População urbana
| Crescimento população urbana | Crescimento população urbana | Crescimento população urbana | Crescimento população urbana |
| Censo                        | Pop.                         |                              | %±                           |
| ---------------------------- | ---------------------------- | ---------------------------- | ---------------------------- |
| 2000                         | 550                          |                              | —                            |
| 2010                         | 603                          |                              | 9,6%                         |
| Fonte: IBGE e Fundação SEADE |                              |                              |                              |

Até o Censo 2010 (IBGE) Raposo Tavares era classificado pelo IBGE como parte integrante da área urbana de Itariri.

### Rodovias
O bairro localiza-se às margens da Rodovia Padre Manuel da Nóbrega (SP-55).

### Ferrovias
Linha Santos-Juquiá (Sorocabana), estando a ferrovia atualmente desativada sob concessão da Rumo Malha Paulista.

## Serviços públicos

### Saneamento
O serviço de abastecimento de água é feito pela Companhia de Saneamento Básico do Estado de São Paulo (SABESP).

### Energia
A responsável pelo abastecimento de energia elétrica é a Neoenergia Elektro, antiga CESP.

### Telecomunicações
O bairro era atendido pela Telecomunicações de São Paulo (TELESP) através da central telefônica de Itariri. Em 1998 esta empresa foi vendida para a Telefônica, que em 2012 adotou a marca Vivo para suas operações.

## Religião
O Cristianismo se faz presente no bairro da seguinte forma:

### Igreja Católica
- A igreja faz parte da Diocese de Registro[14].

### Igrejas Evangélicas
- Congregação Cristã no Brasil[15].